# Институт Норбулинка
О летней резиденции Далай-лам в Лхасе см. Норбулинка.
Институт Норбулинка (англ. Norbulingka Institute) — институт, основанный в 1988 году департаментом религии и культуры правительства Тибета в изгнании в Сидхпуре, рядом с Дхарамсалой, Индия. Цель института — сохранение языка и культуры Тибета. Председателем института является Далай-лама XIV.

## Описание
Институт назван в честь летней резиденции Далай-лам Норбулинка в Лхасе, Тибет, и основное здание института напоминает архитектуру дворца в Лхасе.
В 1754 году Далай-лама VII основал комплекс Норбулинка во время политически нестабильной ситуации в Тибете, организовал институты искусств и наук для обеспечения их непрерывного развития. С этой же целью был основан Институт Норбулинка в Индии.
В состав института входят:
- Центр искусств (Centre for Arts),
- Академия тибетской культуры (Academy of Tibetan Culture),
- Литературный и культурный исследовательский центр (Literary and Cultural Research Centre)
- Библиотека (Library and Publications).

В 1995 году был основан Фонд Норбулинка (Norbulingka Foundation), призванный сохранять традиционные искусства, а особенно ремёсла. Институт управляет двумя гостиницами. Одна расположена на территории института, вторая — в МакЛеод Ганж, рядом с резиденцией Далай-ламы.
Центр искусств института обучает изготовлению тибетских статуй, рисованию танки, аппликации и пошиву одежды, резьбе по дереву и другим ремёслам. Академия тибетской культуры, открытая в октябре 1997 года, предоставляет шестилетний курс высшего образования в тибетологии, включающий изучение таких дисциплин, как философия, поэзия и литература, английский язык, мировая история, история искусств, а также соответствующие современные исследования.
На территории института Норбулинка есть двухэтажный храм Seat of Happiness Temple (Deden Tsuglakhang), построенный в 1985 году среди садов в японском стиле. Он известен тем, что имеет 1173 настенных росписей с образами Будды, фрески с изображением всех Далай-лам и хрониками жизни Далай-ламы XIV. В главном зале храма стоит четырёхметровая позолоченная медная статуя Будды Шакьямуни, выполненная скульптором института Пембой Дордже (Pemba Dorje).
Вокруг храма расположены мастерские ремесленников и подмастерьев, создающих различные изделия, которые можно приобрести в сувенирном магазине или выставочном зале института Норбулинка. Доход от продажи распределяется в интересах тибетских беженцев.
В Музее кукол института (Losel Doll Museum) есть диорама, изображающая сцены из тибетской жизни с использованием небольших кукол в традиционных костюмах.
Недалеко от института расположен женский буддийский монастырь Долма Линг (Dolma Ling) и монастырь Гьюто, временная резиденция 17-го Кармапы Ургьена Тринле Дордже.